# Пчелино
Пчелино е село в Североизточна България. То се намира в община Добричка, област Добрич.

## История
През Османския период, след Освобождението и през периода на румънско господство над Добруджа от 1919 до 1940 година селото се нарича Кьоселер.
През 1929 г. жители на селото регистрират оплакване срещу румънския учител К. Спиридон, който е обвинен в сплашване и присвояване на парични средства.
Днешното си име Пчелино получава със заповед на МЗ № 2191/обн. 27 юни 1942 г.

## Население
Преброяване на населението през 2011 г.
Численост и дял на етническите групи според преброяването на населението през 2011 г.:
|                     | Численост | Дял (в %) |
| Общо                | 210       | 100,00    |
| Българи             | 95        | 45,23     |
| Турци               | 47        | 22,38     |
| Цигани              | 67        | 31,90     |
| Други               | 0         | 0,00      |
| Не се самоопределят | 0         | 0,00      |
| Неотговорили        | 0         | 0,00      |

## Културни и природни забележителности
- Храм „Св. Възнесение Господне“, обновен от Варненския и Великопреславския митрополит Кирил на 10 май 2010 г.